# Apolysis capicola
Apolysis capicola är en tvåvingeart som beskrevs av Hesse 1975. Apolysis capicola ingår i släktet Apolysis och familjen svävflugor. Inga underarter finns listade i Catalogue of Life.